# 6888th Central Postal Directory Battalion
Het 6888th Central Postal Directory Battalion, bijgenaamd de "Six Triple Eight", was een bataljon van het US Women's Army Corps (WAC) dat de postdiensten beheerde en overwegend bestond uit Afro-Amerikaanse vrouwen. Het 6888th Battalion had 855 vrouwen en werd geleid door majoor Charity Adams. Het was de enige Afro-Amerikaanse eenheid van het US Women's Army Corps die tijdens de Tweede Wereldoorlog naar het buitenland werd gestuurd. Het groepsmotto was "No mail, low morale" ("Geen post, laag moreel"). Het bataljon was georganiseerd in vijf compagnieën: het hoofdkwartier en compagnieën A, B, C en D. De meeste leden van het 6888th werkten als postbeambten, maar anderen waren koks, monteurs en bekleedden andere ondersteunende functies, zodat het 6888th Battalion een zelfvoorzienende eenheid was.

## Geschiedenis

### Achtergrond
Tijdens de Tweede Wereldoorlog was er een groot tekort aan soldaten die de postdienst voor het Amerikaanse leger in het buitenland konden beheren. In 1944 probeerde Mary McLeod Bethune de steun te krijgen van de First lady, Eleanor Roosevelt, voor "een rol voor zwarte vrouwen in de oorlog in het buitenland." Ook Afro-Amerikaanse kranten daagden het Amerikaanse leger uit om "zwarte vrouwen in zinvolle legerfuncties in te zetten."
De vrouwen die zich aanmeldden, volgden een basistraining in Georgia. Vrouwen die al in het WAC zaten, zoals Alyce Dixon, dienden op verschillende locaties, waaronder het Pentagon, voordat ze zich bij het 6888th voegden.

### Verenigd Koninkrijk
Het 6888ste verliet de Verenigde Staten op 3 februari 1945, varend op de oceaanlijner SS Île de France en arriveerde op 12 februari in Glasgow. De SS Île de France kwam onderweg verschillende Duitse U-boten tegen, maar bereikte Glasgow veilig. Het bataljon werd per trein naar Birmingham vervoerd. Op 15 februari werd de eenheid geïnspecteerd en marcheerde ter inspectie voor luitenant-generaal John C. H. Lee, bevelvoerend generaal, en majoor-generaal Robert McGowan Littlejohn, verantwoordelijke voor de post.
Legerfunctionarissen vonden dat niet-bezorgde post het moreel schaadde. Veel brieven en pakketten bevatten alleen de voornaam van de beoogde ontvanger, een veelgebruikte naam of een bijnaam. Er werd geschat dat er een achterstand was van 17 miljoen poststukken.
Het 6888th bedacht een eigen systeem om de achterstand aan post te verwerken en werkte zeven dagen per week, in drie ploegen, en verwerkte en bezorgde post aan troepen die in Europa vochten. Elke ploeg verwerkte naar schatting 65.000 poststukken. In totaal verwerkte de eenheid post voor meer dan vier miljoen militairen en burgers, en werkte achterstanden weg in het Verenigd Koninkrijk en Frankrijk.
Vroeg in de operatie probeerde een generaal om majoor Adams aan te sturen en "hen te vertellen hoe ze het goed moesten doen", maar majoor Adams antwoordde: "Sir, over my dead body, sir!" ("Mijnheer, over mijn lijk, mijnheer!") Tegen de tijd dat dezelfde generaal de eenheid in Frankrijk bezocht, was zijn houding veranderd en waardeerde hij de prestaties van het 6888ste. Het bataljon voltooide wat een taak van zes maanden had moeten zijn in drie maanden in mei 1945.
Het bataljon woonde en werkte in tijdelijke houten gebouwen op de King Edward's School in Edgbaston, die in 1939 door het Britse ministerie van Oorlog waren gevorderd voor gebruik door de Britse en Amerikaanse legers. De tweeëndertig officieren woonden in drie huizen aan de overkant en omdat het 6888ste een gescheiden eenheid was, sliepen en aten de vrouwen op andere plekken dan de blanke, mannelijke soldaten. Het koude weer toen ze aankwamen betekende dat de vrouwen jassen en extra kleding moesten dragen als ze in de onverwarmde tijdelijke gebouwen werkten. Er was bewijs van seksistische en racistische behandeling door mannelijke soldaten. Sommige vrouwen vonden dat de lokale bevolking in Europa hen beter behandelde dan de mensen in de Verenigde Staten.

### Frankrijk
Nadat de achterstand in Birmingham was weggewerkt, stak het 6888ste op 8 juni 1945 (na V-dag op 8 mei) het kanaal over naar Le Havre, Frankrijk, en werd per trein naar Rouen vervoerd om daar een andere achterstand aan post te verwerken, waarvan sommige brieven drie jaar oud waren. De militaire politie in de WAC-eenheid mocht geen wapens hebben, dus trainden ze in man-tegen-mangevechten om "ongewenste bezoekers" buiten te houden. Het 6888ste nam deel aan een paradeceremonie op de plaats waar Jeanne d'Arc werd geëxecuteerd.
In oktober 1945 was de post in Rouen opgeruimd en werd het 6888ste naar Parijs gestuurd. Ze marcheerden door de stad en werden ondergebracht in een luxehotel, waar ze een eersteklasbehandeling kregen. In deze periode, omdat de oorlog voorbij was, werd het bataljon met 300 vrouwen verminderd, met nog eens 200 die in januari 1946 werden ontslagen.
Drie vrouwen van het bataljon die omkwamen bij een ongeluk met een jeep, Mary H. Bankston, Mary Jewel Barlow en Dolores Mercedes Browne, werden begraven op de Normandy American Cemetery, drie van de slechts vier vrouwen die daar werden begraven naast meer dan 9000 mannen. (De vierde, Elizabeth Ann Richardson, was een vrijwilliger van het Rode Kruis die omkwam bij een vliegtuigcrash nabij Rouen in juli 1945).

### Na de oorlog
In februari 1946 keerde de eenheid terug naar de Verenigde Staten, waar ze werd ontbonden in Fort Dix, New Jersey. Er was destijds geen publieke erkenning voor hun diensten.

## Nalatenschap
Leden van het 6888th Central Postal Directory Battalion kregen tijdens hun dienst de "European African Middle Eastern Campaign Medal", de "Good Conduct Medal" en de "World War II Victory Medal". In 2019 kende het Amerikaanse leger het 6888th een "Meritorious Unit Commendation" toe.
Op 25 februari 2009 werd het bataljon geëerd bij de Women in Military Service for America Memorial op het Arlington National Cemetery. Het evenement werd bijgewoond door drie voormalige eenheidsleden van het 6888th, Alyce Dixon, Mary Ragland en Gladys Shuster Carter. Dixon en Ragland werden in 2009 ook geëerd door president Barack Obama en first lady Michelle Obama.
Op 15 maart 2016 werd het 6888th Central Postal Directory Battalion opgenomen in de U.S. Army Women's Foundation Hall of Fame. Bataljonsveteraan Elsie Garris woonde de inwijdingsceremonie bij.
Op 30 november 2018 wijdde Fort Leavenworth een monument aan de vrouwen van het 6888th Central Postal Directory Battalion. Vijf vrouwen van het bataljon, Maybeel Campbell, Elizabeth Johnson, Lena King, Anna Robertson en Deloris Ruddock, waren aanwezig bij de inwijding.
Op 13 mei 2019 overhandigde de Amerikaanse ambassadeur in het Verenigd Koninkrijk Woody Johnson een blauwe plaquette (Blue plaque) aan King Edward's School ter herdenking van de prestaties van het 6888th in Birmingham. De plaquette staat nu op de route van rondleidingen georganiseerd door het Birmingham's Black Heritage Walks Network.
Op 12 februari 2021 dienden de Amerikaanse senatoren Jerry Moran en Jacky Rosen een bipartizane wetgeving in om de "Congressional Gold Medal" toe te kennen aan de leden van het Women's Army Corps die tijdens de Tweede Wereldoorlog waren toegewezen aan het 6888th Central Postal Directory Battalion. Amerikaans afgevaardigde Gwen Moore diende de bijbehorende wetgeving in het Huis in, waar deze unaniem werd aangenomen. President Biden ondertekende het wetsvoorstel op 14 maart 2022. Levende leden van het bataljon werden geëerd in hun geboorteplaatsen. Slechts vier leden waren in 2022 nog in leven: Romay Davis, Fannie McClendon, Lena King en Anna Mae Robertson.

## Film en theater
Het bataljon is het onderwerp geweest van verschillende film- en theaterprojecten. In 2019 werd de documentaire The SixTripleEight: No Mail, Low Morale, geregisseerd door historicus James Theres, uitgebracht. Theres stelde kolonel Edna Cummings, die hielp bij het leiden van een inspanning voor het monument voor de "Six Triple Eight" in Fort Leavenworth, voor dat de vrouwen de "Congressional Gold Medal" zouden moeten krijgen.
In 2022 inspireerde het verhaal van het 6888th Central Postal Directory Battalion tot de productie van een nieuwe musical, met de werktitel "6888: The Musical", met Blair Underwood als uitvoerend producent.
Tyler Perry schreef, regisseerde en produceerde de Netflix-film The Six Triple Eight. De film werd uitgebracht in sommige bioscopen en op Netflix in december 2024.